# Identitet okänd
Identitet okänd (engelska: The Bourne Identity) är en amerikansk tv-film från 1988 i regi av Roger Young och med Richard Chamberlain som  Jason Bourne. Den är baserad på Robert Ludlums bästsäljare och handlar om en spion som tappat minnet. Han reser runt i Europa med en kvinna som han har kidnappat, förföljd av för honom okända lönnmördare. The Bourne Identity från 2002 är en nyinspelning av samma bok.